# Oberwindsberg
Oberwindsberg ist ein Gemeindeteil der Gemeinde Simmelsdorf im Landkreis Nürnberger Land (Mittelfranken, Bayern). Oberwindsberg liegt in der Gemarkung Oberndorf.

## Geografie
Der Weiler befindet sich auf der Albhochfläche. In der Ortsmitte liegt ein kleiner Weiher. Am Nordausgang des Ortes steht die sogenannte „Kintzel Linde“, die als Naturdenkmal ausgezeichnet ist. Eine Gemeindeverbindungsstraße führt nach Hüttenbach (1,8 km östlich) bzw. eine andere Gemeindeverbindungsstraße kreuzend zum Flugplatz Lauf-Lillinghof (1,3 km westlich). Eine weitere Gemeindeverbindungsstraße führt nach Sankt Martin (1 km südlich).

## Geschichte
Der Ort wurde im Jahr 1195 erstmals mit den Namen „Windsberg“, „Winsberc“ und „Winesberc“ urkundlich erwähnt. Im Jahr 1205 wird er als „Winesberc superius“ (Oberwindsberg) genannt.
Mit dem Gemeindeedikt (frühes 19. Jahrhundert) wurde Oberwindsberg dem Steuerdistrikt Hüttenbach und der Ruralgemeinde Oberndorf, zugewiesen. Im Zuge der Gebietsreform in Bayern wurde Oberwindsberg am 1. Januar 1978 nach Simmelsdorf eingemeindet.

## Baudenkmäler
In Oberwindsberg sind drei Baudenkmäler erwähnt.